# Wilson County (Texas)
Wilson County je okres ve státě Texas v USA. K roku 2010 zde žilo 42 918 obyvatel. Správním městem okresu je Floresville. Celková rozloha okresu činí 2 095 km².